# Jonny Hill (rugby à XV)
Pour les articles homonymes, voir Jonny Hill et Hill.
Pas d'image ? Cliquez ici

a Compétitions nationales et continentales officielles uniquement.

b Matchs officiels uniquement.
Dernière mise à jour le 25 octobre 2022.
Jonny Hill, né le 8 juin 1994 à Ludlow (Angleterre), est un joueur international anglais de rugby à XV jouant au poste de deuxième ligne avec les Sale Sharks en Premiership.

## Biographie

### Jeunesse et formation
Né à Ludlow, dans le Shropshire, Jonny Hill commence à jouer au rugby dès l'âge de 9 ans dans le club local des Luctonians (en),.
Jouant surtout au football dans sa jeunesse, Jonny Hill ne choisit de se consacrer pleinement au rugby que dans sa tardive adolescence, n'intégrant le Hartpury College (en) qu'en 2013, après un parcours tumultueux bien que rapidement prometteur. Alors qu'il joue ses premiers matchs avec l'équipe de l'université en 4e division anglaise (en), il connait ses premières convocations en équipes de jeunes,.

### Carrière en club
Intégrant l'académie de Gloucester avec son arrivée à Hartpury, Hill quitte néanmoins les Cherries and whites en n'y ayant joué que deux matchs de Coupe anglo-galloise, rejoignant en juin 2015 leurs rivaux de Premiership, les Exeter Chiefs.
Jonny Hill s'affirme au fil des années avec le club de Devon, faisant de lui un des meilleurs deuxièmes lignes d'Europe, Hill permettant en retour à son équipe de remporter la Coupe d'Europe ainsi que le championnat anglais à plusieurs reprises,,,.
Durant la saison 2019-2020, son club est dans un premier temps finaliste de la Coupe d'Europe contre le Racing 92. Il est titulaire dans ce match qui se termine par une victoire anglaise 31 à 27,. En championnat son équipe est également finaliste. Les Chiefs rencontrent les Wasps. Jonny Hill est titularisé et les siens l'emportent 19 à 13 et réalisent ainsi le doublé Coupe d'Europe/Championnat,. À l'issue de la saison, il est retenu dans l'équipe type de Premiership. 
En 2020-2021, Exeter se qualifie jusqu'en finale du championnat pour la sixième fois consécutive où il affronte les Harlequins. Pour cette rencontre, Jonny Hill est titulaire en deuxième ligne aux côtés de Jonny Gray. Son équipe est battue de justesse en toute fin de match et s'incline sur le score de 38 à 40,. 
En décembre 2021, le club des Sale Sharks annonce l'arrivée à partir de la saison suivante de Jonny Hill.
Il est titulaire lors de la finale du Championnat d'Angleterre en 2023 perdue 35-25 face aux Saracens,.

### Carrière internationale
Ayant intégré l'Équipe d'Angleterre des moins de 20 ans pour le Tournoi des Six Nations 2014, il y joue deux matchs avant d'être éloigné des terrains sur blessure pendant plusieurs mois.
Convoqué une première fois en équipe d'Angleterre sans y faire ses débuts en 2016, lors de la préparation de la tournée en Afrique du Sud, il fait néanmoins partie pendant plusieurs années des joueurs à la cote élevée — à l'image de plusieurs de ses coéquipiers d'Exeter — auxquels Eddie Jones rechigne à offrir une sélection.
Il fait finalement ses débuts avec le XV de la rose le 31 octobre 2020, étant titularisé en deuxième ligne avec Maro Itoje lors du match en retard du Six Nations 2020 contre l'Italie, qui permet aux anglais de valider leur titre sur ce tournoi,.
Fin juin 2023, il est sélectionné avec le XV de la Rose par Steve Borthwick dans un groupe de 41 joueurs pour les matchs de préparation à la Coupe du monde 2023,.

## Vie privée
Hill est le neveu de l'ancien international de rugby à XIII Paul Loughlin.
Avec plusieurs de ses coéquipiers — Sam Simmonds et Sam Skinner notamment — il fonde en 2019 une marque de cidre, dont les profits sont reversé à des associations caritatives,.

## Statistiques

### En équipe nationale
| Année | Compétition                 | Matchs | Points | Essais |
| ----- | --------------------------- | ------ | ------ | ------ |
| 2020  | Six Nations                 | 1      | -      | -      |
| 2020  | Coupe d'automne des nations | 3      | -      | -      |
| 2021  | Six Nations                 | 5      | 5      | 1      |
| 2021  | Test matchs                 | 3      | -      | -      |
| 2022  | Test matchs                 | 7      | -      | -      |
| Total | Total                       | 19     | 5      | 1      |

## Palmarès

### En club
- Exeter Chiefs
  - Finaliste du Championnat d'Angleterre en 2016, 2018, 2019 et 2021
  - Vainqueur du Championnat d'Angleterre en 2017 et 2020
  - Vainqueur de la Coupe d’Europe en 2020
- Sale Sharks
  - Finaliste du Championnat d'Angleterre en 2023

### En équipe nationale
- Vainqueur du Tournoi des Six Nations en 2020 avec l'Angleterre.
- Vainqueur de la Triple Couronne en 2020 avec l'Angleterre.
- Vainqueur de la Coupe d'automne des nations en 2020 avec l'Angleterre.

#### Tournoi des Six Nations
| Édition                      | Rang | Résultats Angleterre | Résultats Hill | Matchs Hill |
| ---------------------------- | ---- | -------------------- | -------------- | ----------- |
| Tournoi des Six Nations 2020 | 1    | 4 v, 0 n, 1 d        | 1 v, 0 n, 0 d  | 1/5         |
| Tournoi des Six Nations 2021 | 5    | 2 v, 0 n, 3 d        | 2 v, 0 n, 3 d  | 5/5         |

Légende : v = victoire ; n = match nul ; d = défaite ; la ligne est en gras quand il y a Grand Chelem.

### Distinctions personnelles
- Membre de l'équipe type du Championnat d'Angleterre en 2020